# Лука Иванов
Лука Попиванов Иванов с псевдоним Луката е български офицер (поручик) и революционер, Воденски войвода на Вътрешната македоно-одринска революционна организация.

## Биография

### Ранни години
Лука Иванов е роден на 24 юли (5 август н.с.) 1867 в Панагюрище, днес България. Негов брат е Стоян Иванов, търговец и революционер от ВМОРО. Като ученик през Сръбско-българската война (1885) се записва като доброволец в Ученическия легион, през 1886 година постъпва във Военното училище в София, завършва в осми випуск на 27 април 1887 и е произведен в чин подпоручик. След производството е зачислен в 5-и пехотен дунавски полк. През 1890 г. е произведен в чин поручик. Служи като адютант на 3-та пеша бригада.
Привлечен е във ВМОРО през 1900 година и участва в Илинденско-Преображенското въстание, като навлиза в Македония, заедно с четата на Гьорче Петров през Кюстендил. С тях са още и черногореца Йово Йованович и поручик Стефан Георгиев. Четата пристига в Прилепско с общо 138 души, натоварени със 130 килограма динамит, 200 бомби, муниции и други материали, а също и Андон Кьосето. Прилепско не въстава и до средата на август сборната чета води само дребни схватки, в които постепенно онемощява.
След присъединяването на четата на Лазар Поптрайков и Иван Попов, на 2 октомври 1903 година при село Чанище, водят голямо сражение с турски аскер. По-малко от 20 четници се сражават с 5500 турски войници. Лука Иванов се заема със защитата възвишението Маргара. През нощта, след цел ден ожесточен бой, четите се изтеглят на източния бряг на река Черна. На 6 октомври обединените чети се срещат с щабната чета на Борис Сарафов, Лука Иванов се изтегля заедно с него в България.

### Борба с андартите
Лука Иванов става околийски войвода във Воденско след въстанието по нареждане на Христо Матов. През 1904 Лука Иванов и Гьорче Петров обикалят Ениджевардарско, Воденско и Солунско 40 дни. Дейно участва в борбата с турците и въоръжената гръцка пропаганда във Воденско и Ениджевардарско. През 1905 година за кратко се прибира в България да набави оръжие и да попълни четата си. Негови подвойводи в това време са Кара Ташо, Димитър Занешев и Григор Джинджифилов. През 1905 година за по-малко от 6 месеца районната чета води 7 сражения с турски аскери, без те да успеят да я елиминират.
| Чета на Лука Иванов, 29 февруари 1904 година | Чета на Лука Иванов, 29 февруари 1904 година | Чета на Лука Иванов, 29 февруари 1904 година | Чета на Лука Иванов, 29 февруари 1904 година | Чета на Лука Иванов, 29 февруари 1904 година |
| Номер                                        | Име                                          | Селище                                       | Околия                                       | Забележка                                    |
| -------------------------------------------- | -------------------------------------------- | -------------------------------------------- | -------------------------------------------- | -------------------------------------------- |
| 1.                                           | Лука Иванов                                  | Панагюрище                                   |                                              |                                              |
| 2.                                           | Георги Савов                                 | Галиче                                       | Оряховска                                    |                                              |
| 3.                                           | Стоян Коев                                   | Казълагач дере                               | Казанлъшка                                   |                                              |
| 4.                                           | Иван Хр. Асенов                              | Севлиево                                     | Севлиевска                                   |                                              |
| 5.                                           | Иван п. Мутафов                              | Русе                                         | Русенска                                     | доброволно се завърнал                       |
| 6.                                           | Васил С. Марков                              | Корча                                        | Корчанска                                    |                                              |
| 7.                                           | Ангел С. Маджев                              | Жилинци                                      | Кюстендилска                                 |                                              |
| 8.                                           | Тодор Ив. Серманлийски                       | Серманли                                     | Гевгелийска                                  |                                              |
| 9.                                           | Иван Ан. Чавдаров                            | Мачуково                                     | Гевгелийска                                  |                                              |

| Чета на Лука Иванов, 17 ноември 1905 | Чета на Лука Иванов, 17 ноември 1905 | Чета на Лука Иванов, 17 ноември 1905 | Чета на Лука Иванов, 17 ноември 1905 | Чета на Лука Иванов, 17 ноември 1905 |
| Номер                                | Име                                  | Селище                               | Околия                               | Забележка                            |
| ------------------------------------ | ------------------------------------ | ------------------------------------ | ------------------------------------ | ------------------------------------ |
| 1.                                   | Лука Иванов                          | Панагюрище                           | Пловдивска                           |                                      |
| 2.                                   | Тодор Градинаров                     | Т. Пазарджик                         |                                      |                                      |
| 3.                                   | Никола Иванов                        | Кронцелево                           |                                      |                                      |
| 4.                                   | Стоян Коев                           |                                      | Казанлъшко                           |                                      |
| 5.                                   | Коле Донев                           | Месимер                              | Воденска                             |                                      |
| 6.                                   | Марин Радулов                        | Новачени                             | Орханийска                           |                                      |
| 7.                                   | Никола Тренков                       | Прилеп                               |                                      |                                      |
| 8.                                   | Георги Нетев                         | Т. Пазарджик                         |                                      |                                      |
| 9.                                   | Стеф. Косев Чолаков                  | Юрувци                               | Дряновска                            |                                      |
| 10.                                  | Васил Ангелов                        | Шатрово                              | Дупнишка                             |                                      |
| 11.                                  | Михаил Паунов                        | Сливница                             | Софийска                             |                                      |
| 12.                                  | Тодор Ив. Думков                     | Пловдив                              |                                      |                                      |
| 13.                                  | Христо Шаламанов                     | Теово                                | Воденска                             |                                      |
| 14.                                  | Васил Димитров                       | Кюстендил                            |                                      |                                      |
| 15.                                  | Пейо Яно Мачков                      | Гумендже                             | Солунска                             |                                      |
| 16.                                  | Бойдю Петков Иробалиев               | Хасково                              |                                      |                                      |
| 17.                                  | Тома Никодинов                       | Велмевци                             | Кичевска                             |                                      |
| 18.                                  | Христо Настев                        | Крушево                              | Битолска                             |                                      |
| 19.                                  | Траян Котев                          | Раково                               | Битолска                             | [ 14 ]                               |

На 16 февруари 1906 (ст.стил) американският журналист Алберт Сониксен се присъединява към четата на Лука Иванов, която действа в Ениджевардарското езеро. Селата в района са тормозени системно от гръцката въоръжена пропаганда. Така например на 28 февруари 1906 г. андартската чета на капитан Акритас (поручик Константинос Мазаракис, по-късно генерал) върлува в село Света Марина като убива и ранява няколко селяни. В отговор Лука Иванов решава да изгори гръцкото село Ниси, пункт на четата на Константин Акритас. Подготвяйки предварително писмо до консулите в Солун, четите на Лука Иванов и Апостол Петков опожаряват селото и складовете за муниции на андартите, като с предупредителни изстрели известяват селяните да напуснат селото. Убити са случайно двама албанци и един грък. Друг грък, познат като шпионин, е убит нарочно.
На 30 май 1906 година Лука Иванов води голям бой с гръцките чети и при Голишани, в който отблъсква четите на Константинос Мазаракис (Акритас), Спирос Спиромилиос (Буас) и Манолис Кацигарис (Караманолис).
Лука Иванов успешно вкарва голям брой оръжие в района си. Четата му е предадена от харамии ренегати на Христо Чочо, бивши негови четници, с които Лука преговаря да се присъединят към неговата чета или поне да координират действията си. Нахождението им е издадено на гръцките андарти, които през нощта на 25 август 1906 година в каракачански колиби край село Сборско нападат нищо неподозиращите комити. Лука Иванов е тежко ранен в началото на сражението, а Караташо умира, четниците на Лука убиват Константинос Гарефис, а скоро след това от раните си умира и Лука Иванов. Начело на четата застава Никола Иванов от Кронцелево.
За заместник на Лука Иванова е избран Тодор Чочков, заместник-войвода в четата на Иванов, който по-късно е заместен от брата на Лука Иванов Стоян.

В Календар „Илинден“ от 1942 година на списание „Илюстрация Илинден“ се казва: 
| „ | Убийството на Лука покруси цялото българско население. Дълго време другарите му скърбяха, но таеха неговата смърт, за да не се отчае народът. Лука бе извънредно много симпатичен човек, спокоен, умен, храбър и добряк по природа. С приятната си усмивка той пленяваше всички които се срещаха с него. Народът и сега ги помни и сега още храни най-добри спомени и песен му пее. Лука Иванов вечно ще живее в сърцата и ума на воденчани. | “ |

## Военни звания
- Подпоручик (27 април 1887)
- Поручик (1890)